# Amtsgericht Jastrow
Das Amtsgericht Märkisch Jastrow war ein preußisches Amtsgericht mit Sitz in Jastrow.

## Geschichte
Das königlich preußische Amtsgericht Jastrow wurde mit Wirkung zum 1. Oktober  1879 als eines von 13 Amtsgerichten im Bezirk des Landgerichtes Schneidemühl im Bezirk des Oberlandesgerichtes Marienwerder gebildet. Der Sitz des Gerichtes war Jastrow. Sein Gerichtsbezirk umfasste aus dem Kreis Deutsch-Krone den Stadtbezirk Jastrow, die Amtsbezirke Briesenitz und Zippnow sowie den Amtsbezirk Plietnitz ohne den Forstgutsbezirk Plietnitz. Am Gericht bestand 1880 eine Richterstelle. Das Amtsgericht war damit ein kleines Amtsgericht im Landgerichtsbezirk.
Im Jahre 1945 wurde der Amtsgerichtsbezirk unter polnische Verwaltung gestellt, und die deutschen Einwohner wurden vertrieben. Damit endete auch die Geschichte des Amtsgerichtes Jastrow.